# Tastmarke

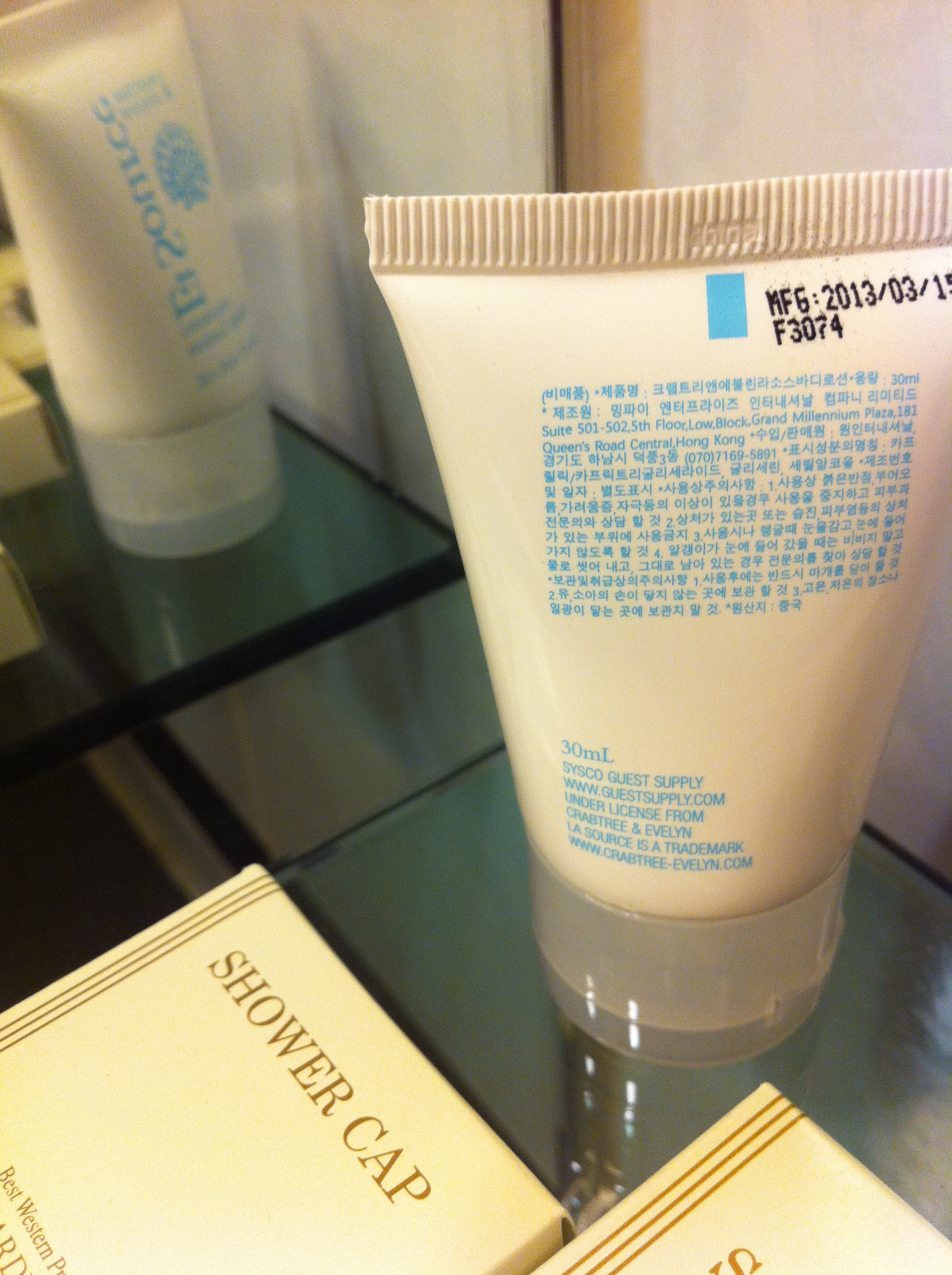
Blaue rechteckige Tastmarke

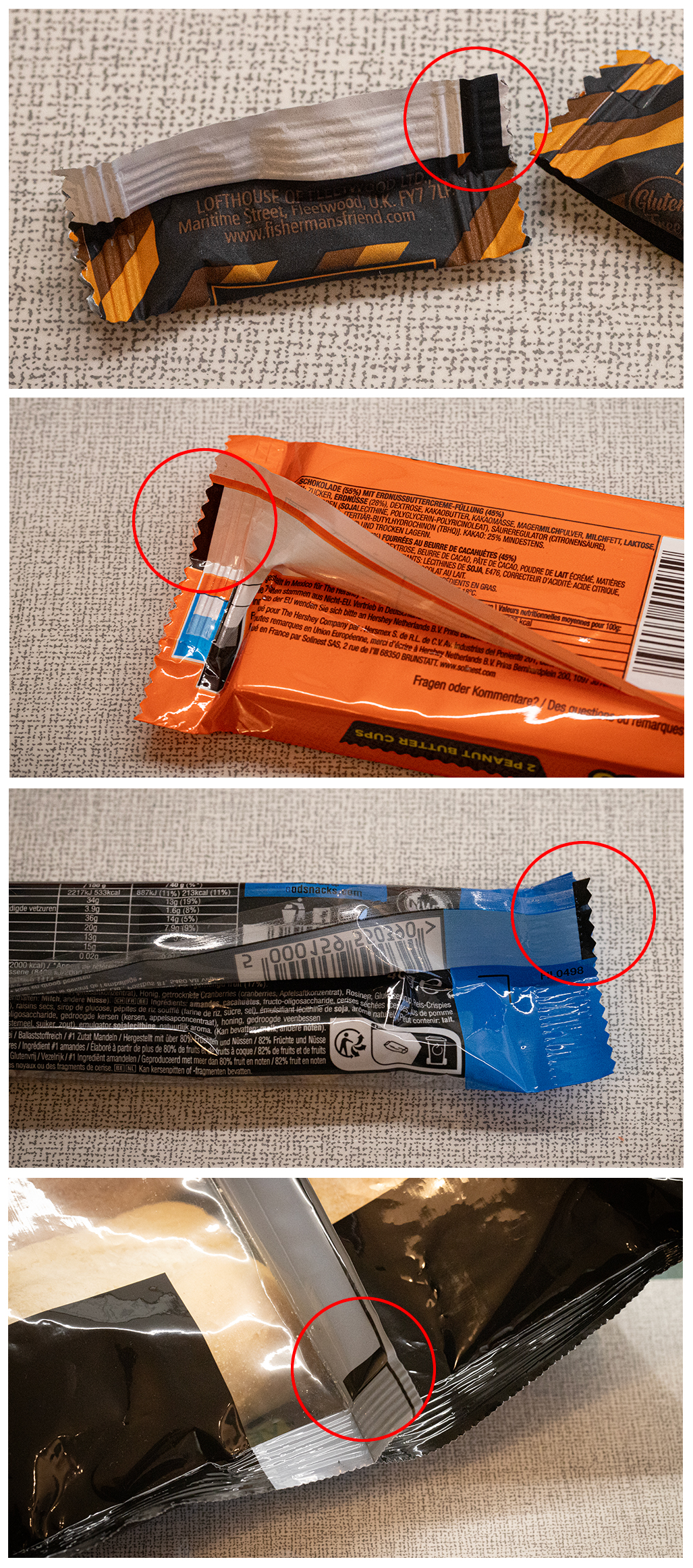
Tastmarken auf verschiedenen Schlauchbeutelverpackungen

Eine Tastmarke ist ein technischer Kennzeichnungs-Druck auf Verpackungsmitteln wie z. B. Tuben, Blistern, Schlauchbeutelverpackungen („Flow Wrap“) oder Getränkekartons. Sie dient der Maschinensteuerung beim Verpackungsprozess. Es handelt sich bei der Tastmarke meistens um ein rechteckiges Element mit hohem Kontrast zum umgebenden Teil der Verpackung.
Bei automatisierten Verpackungsprozessen muss das Verpackungsmaterial in den Packmaschinen oft definiert gestoppt, gedreht, positioniert oder bearbeitet werden. Solche Bearbeitungsschritte sind unter anderem: befüllen, siegeln, kleben, bedrucken, schneiden, stanzen usw. Um dies technisch zu realisieren, wird meist ein an einer definierten Stelle aufgedrucktes, von der Verpackungsmaschine lesbares Erkennungsmerkmal benötigt, die Tastmarke.
Durch lesen der Tastmarke mit einer Fotozelle oder Kamera ist die Verpackungsmaschine in der Lage, die räumliche Position des Verpackungsmaterials mit der jeweils erforderlichen Genauigkeit zu erkennen und dadurch z. B. den Vorschub einer Folie oder die Ausrichtung einer Dose zu kontrollieren.
Bei einigen Verpackungen, so z. B. bei vielen Tuben, ist die Tastmarke auch auf dem fertigen Endprodukt von außen sichtbar, bei anderen Verpackungsarten ist sie hingegen verdeckt, auf der Rückseite von Laschen untergeklebt, oder sie befindet sich auf dem Verpackungsmaterial außerhalb des eigentlichen Formats und wird während des Verpackungsprozesses abgeschnitten oder weggestanzt.
Bei Tuben wird mit Hilfe der meist auf der Rückseite aufgedruckten Tastmarke, oftmals ein schwarzes Rechteck auf oder unter dem Tubenfalz, die Tube in der Tubenbefüllungsanlage durch Drehen nach dem Befüllen in die richtige Position gebracht, um sie anschließend zu verschließen. Eine Tastmarke befindet sich auf jeder produzierten Alu-, PE- sowie Laminattube.
Die Bezeichnung der Tastmarke im englischen Sprachraum ist „eye mark“.